# Епархия Пресвятой Девы Марии в Сан-Паулу
Епархия Пресвятой Девы Марии в Сан-Паулу (лат. Eparchia Dominae Nostrae Paradisis S. Pauli Graecorum Melkitarum) — епархия Мелькитской католической церкви с центром в городе Сан-Паулу, Бразилия. Епархия Пресвятой Девы Марии в Сан-Паулу распространяет свою юрисдикцию на всю территорию Бразилии. Кафедральным собором епархии Пресвятой Девы Марии в Сан-Паулу является церковь Пресвятой Девы Марии в городе Сан-Паулу.

## История
29 ноября 1971 года Римский папа Павел VI издал буллу Haec romana, которой учредил епархию Пресвятой Девы Марии в Сан-Паулу, выделив её из Бразильского ординариата для верных восточного обряда.

## Ординарии апостольской префектуры
- епископ Elias Coueter (29.11.1971 — 22.06.1978);
- епископ Spiridon Mattar (22.06.1978 — 20.04.1990);
- епископ Pierre Mouallem (20.04.1990 — 29.07.1998) — назначен архиепископом Акки;
- епископ Fares Maakaroun (18.12.1999 — по настоящее время).

## Источник
- Annuario Pontificio, Libreria Editrice Vaticana, Città del Vaticano, 2003, ISBN 88-209-7422-3
- Булла Haec romana (лат.)